# Holcomb (Kansas)
Holcomb è un comune degli Stati Uniti d'America, situato nello Stato del Kansas, nella contea di Finney.

## Storia
Nel 1959 balzò alla cronaca per la strage della famiglia Clutter, da cui Truman Capote trasse il suo famoso racconto A sangue freddo.